# Jonas Wind
Jonas Older Wind (født 7. februar 1999) er en dansk professionel fodboldspiller, der spiller for bundesligaklubben VfL Wolfsburg som angriber. Han har tidligere spillet i superligaklubben FC København.
Wind er søn af tidligere målmand for Boldklubben Frem, tidligere målmandstræner for FCK og tideligere FCK team manager Per Wind samt Britt Older Johansen, der tidligere har spillet fodbold for Nivå Gymnastikforening.

## Klubkarriere
Wind begyndte sin karriere i Avedøre Idrætsforening i 2007 og flyttede til Rosenhøj Boldklub i 2010, hvor han blandt andet blev kåret til årets ungdomsspiller som anfører for årgang 99 i 2011. Som kun tolv år gammel var han den hidtil yngste spiller, der fik den ære. I juli 2012 blev Wind optaget på FCKs School of Excellence, nu Talentafdelingen. Han spillede for U17, U18 og U19 holdet frem til 2018. Her scorede han blandt andet ni mål for U17 i 2014/15-sæsonen, blev topscorer i U17-ligaen og for FCKs U17-hold i 2015/16 med 28 mål i 24 kampe og blev tredje-højest scorende spiller i U19-ligaen i 2016/17.
Han skrev kontrakt med FCK frem til 2022 på sin nittenårs fødselsdag og debuterede på Wanda Metropolitano mod Atlético Madrid den 22. februar 2018.
Det første mål scorede han i kampen mod AaB den 18. april 2018. Målet blev først blev noteret som et selvmål, men det blev rettet til Winds mål dagen efter. Det andet mål scorede Wind i 31. minut i kampen mod AC Horsens den 21. april 2018. Den 26. april fik han tildelt KBs talentpris 'Granen' som årets ungdomsspiller.
Efter længere tids skade over sommeren 2018 kom Wind stærkt igen, og han har spillede regelmæssigt i sæsonen 2018-19, hvor han var med til at vinde DM-titlen for FCK. Successen fortsatte i begyndelsen af 2019-20 med flere mål. Imidlertid satte en alvorlig skade under træning en længere pause til angriberen, hvilket kom særdeles ubelejligt for både Wind og FCK — for klubben, ikke mindst da Wind skade kom få dage efter, at angrebskollegaen Dame N'Doye ligeledes var blevet langtidsskadet.
Den 31. januar 2022 blev det offentliggjort, at han skiftede til VfL Wolfsburg på en kontrakt til sommeren 2026. Wind opnåede i alt 113 kampe for FCK (88 i Superligaen (36 mål), 22 europæiske (10 mål) og 3 pokalkampe), hvor han scorede i alt 46 mål.

## Landsholdskarriere
Jonas Wind har spillet i alt 31 kampe for Danmarks U/17-, U/18-, U19- og U/21-landshold. På U/19-landsholdet scorede han otte mål i sine ni kampe. Han var med til EM-slutrunden 2019; her blev det til spilletid i alle de tre kampe, Danmark fik.
Han fik debut på A-landsholdet i en venskabskamp mod Færøerne 7. oktober 2020, og han scorede første gang på holdet i sin anden kamp, ligeledes en venskabskamp, mod Sverige. Han var med i truppen for Danmark til EM-slutrunden 2020 (afholdt i 2021), og han var i startopstillingen i den første kamp mod Finland (den kamp, hvor Christian Eriksen kollapsede i slutningen af første halvleg). Det blev hans eneste kamp under slutrunden.